# Stauanlage Schmala

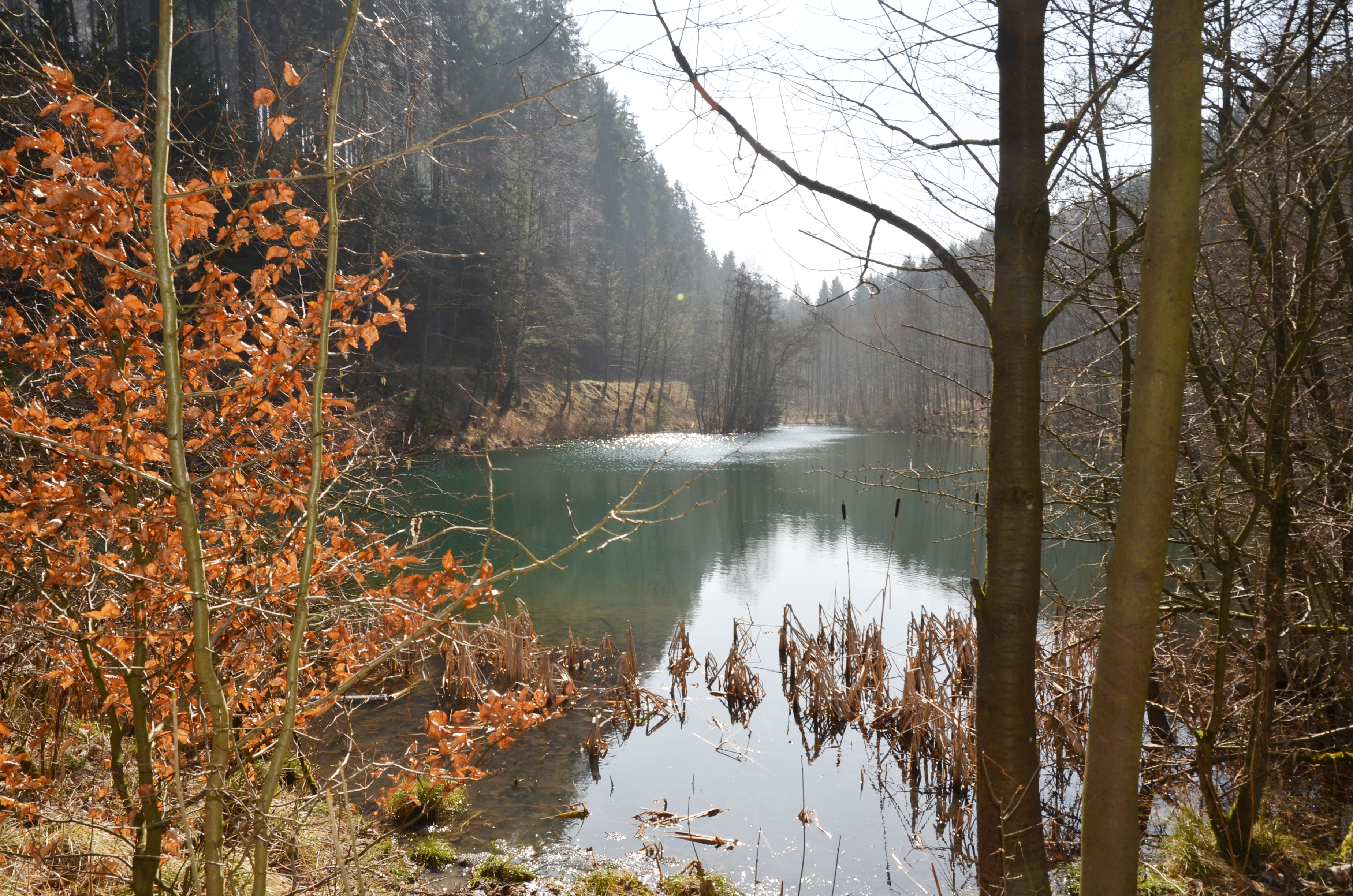
Stauanlage Schmala: oberer Teich (Blick vom Staudamm, von Nordnordosten)

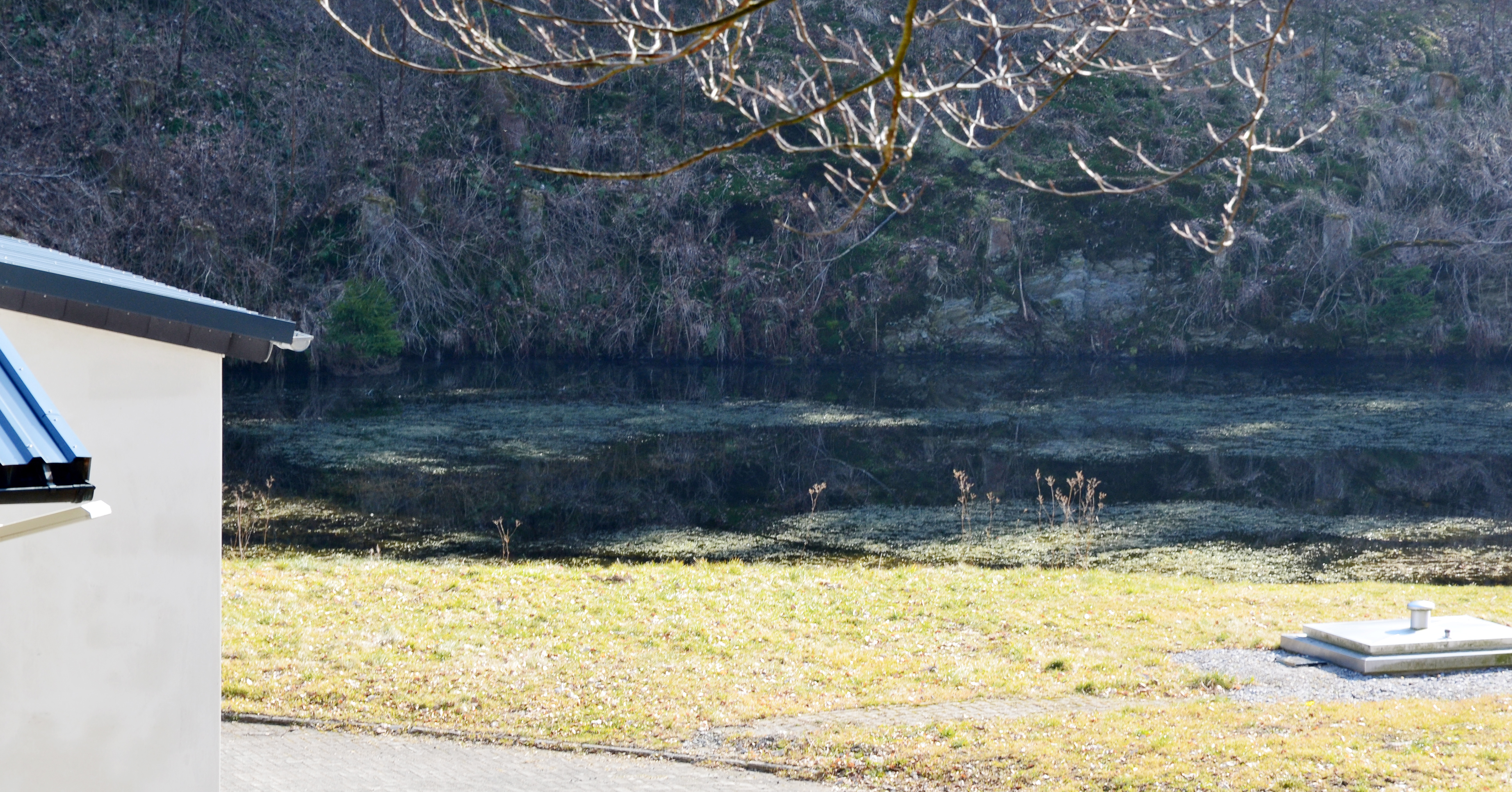
Stauanlage Schmala: unterer Teich (Blick vorbei am Wasserwerk, von Nordnordosten)

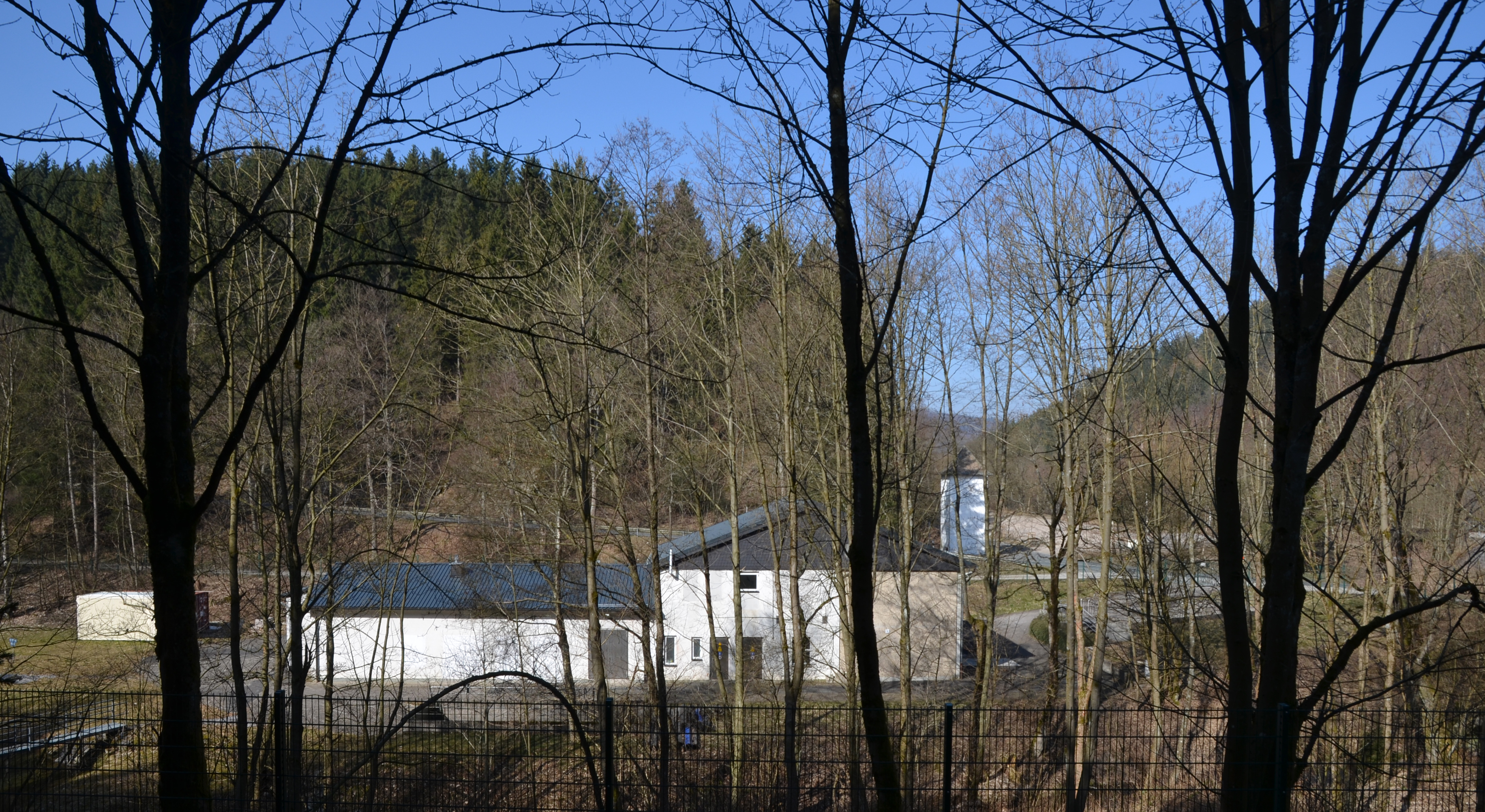
Das Wasserwerk bei Brilon-Wald an der Schmala (Blick von Südsüdosten)

Die Stauanlage Schmala, auch Stauanlage Schmalah genannt, nahe Brilon-Wald im nordrhein-westfälischen Hochsauerlandkreis ist eine Stauanlage im Rothaargebirge im Tal der Schmala (auch Schmalah und Schellhornbach genannt).
Zu der Stauanlage, die neben jenen der Stauseen Diemelsee und Twistesee eine von insgesamt drei Stauanlagen im Einzugsgebiet der Diemel ist und mit ihrem gestauten Gewässern der Brauch- und Trinkwasserversorgung des Briloner Stadtgebiets dient, gehören insbesondere die Schmalatalsperre mit dem etwa 2,3 ha großen Schmalastausee und außerdem zwei Stauteiche (nachfolgend „oberer“ und „unterer Teich“ genannt). Betreiber sind die Stadtwerke Brilon.

## Geographie

### Lage
Die Stauanlage Schmala befindet sich im Hochsauerland im Nordteil des Rothaargebirges unweit südlich bis südwestlich und oberhalb der an der Hoppecke gelegenen Ortschaft Brilon-Wald. Sie liegt im von maximal 843,2 m ü. NHN hohen Bergen (Langenberg; südsüdwestlich oberhalb der Schmalaquelle) eingerahmten Tal der Schmala, die einen südwestlichen Zufluss der Hoppecke im Einzugsgebiet von Diemel und Weser darstellt.

### Naturräumliche Zuordnung
Der Stauanlage Schmala liegt in der naturräumlichen Haupteinheitengruppe Süderbergland (Nr. 33), in der Haupteinheit Rothaargebirge (mit Hochsauerland) (333) und in der Untereinheit Hochsauerländer Schluchtgebirge (333.8) in den Naturräumen Schellhorn- und Treiswald (333.82) im Süden und Habuch (333.83) im Norden. Die Grenze beider Naturräume liegt am oberen Teich.

## Landschaftsschutzgebiete
Die Stauanlage Schmala liegt in den Landschaftsschutzgebieten Hoppecke-Diemel-Bergland <Landschaftstyp A> (CDDA-Nr. 345020; 1989 ausgewiesen; 78,03 km² groß) im Osten und Olsberg (CDDA-Nr. 345105; 2004; 79,52 km²) im Westen.

## Stauanlage

### Schmalastausee

#### Staubecken
Der Schmalastausee (⊙), auch Schmalahstausee genannt, ist das Staubecken der Schmalatalsperre östlich des Istenbergs (728 m), südwestlich des Rehkopfs (674,7 m) und nordwestlich des Großen Kluskopfs (761 m). Er wird etwa in Süd-Nord-Richtung von der Schmala durchflossen.
Das Staubecken ist rund 2,3 ha groß und hat etwa 900 m Umfang. Es ist in Süd-Nord-Richtung rund 385 m lang und in West-Ost-Richtung maximal 80 m breit. Seine Wassertiefe beträgt an der tiefsten Stelle knapp 13 m, die Wasseroberfläche befindet sich bei Vollstau auf 520,1 m Höhe. Der Speicherraum beim Stauziel ist 0,109 Mio. m³ groß. Der jährliche Zufluss aus seinem 4,3 km² großen Einzugsgebiet umfasst rund 2,2 Mio. m³. Während die Unterwasserabgabe mindestens 5,0 l/s beträgt, liegt die höchste Abflussmenge bei 42,0 l/s. Das Staubecken hat keinen Hochwasserschutzraum, so dass es im Einzugsgebiet der Weser nicht als Hochwasserrückhaltebecken dienen kann.

#### Staudamm
Der Staudamm (⊙) des Schmalastausees steht als etwa 100 m langer Erdschüttdamm ungefähr 2,15 km (Luftlinie) südsüdwestlich von Brilon-Wald und staut die Schmala zur Schmalatalsperre auf. Es verfügt über einen innenliegenden Kontrollgang und ist über der Talsohle 13 m und über der Gründungssohle 14 m hoch. Die Höhe der Dammkrone befindet sich auf rund 522 m Höhe.

### Oberer Teich
Der obere Teich (⊙) liegt rund 700 m nordnordöstlich der Schmalatalsperre und wird vom Wasser eines von der Schmala abzweigenden Überleiters durchflossen, das unterhalb des Staudamms der Schmala zugeleitet wird. Bei Vollstau liegt seine Wasseroberfläche auf rund 495 m Höhe. Er ist etwa in Süd-Nord-Richtung rund 120 m lang und in West-Ost-Richtung 30 m breit.

### Unterer Teich
Der untere Teich (⊙) befindet sich am Ausgang des Schmalatals südwestlich eines kleinen Wasserwerks und wird wie der Schmalastausee von der Schmala durchflossen. Seine Wasseroberfläche liegt bei Vollstau auf rund 480 m Höhe. Er ist etwa in West-Ost-Richtung rund 100 m lang und in Süd-Nord-Richtung 20 m breit. Sein Speicherraum ist 4000 m³ groß.

## Geschichte
Die Stauanlage Schmala nahm im Jahr 1905 ihren Anfang, als die Stadt Brilon damit begann, dem Schmalatal Brauch- und Trinkwasser zu entnehmen. Weil der Wasserbedarf der Einwohner Brilons stetig anstieg, wurde von 1956 bis 1958 im Mündungsbereich der Schmala ein Sammelteich (unterer Teich) mit etwa 4.000 m³ Inhalt errichtet. Weil der Wasserbedarf weiterhin zunahm, wurde später der Bau der Schmalatalsperre notwendig, deren Entwurf im August 1985 vorgelegt wurde. Ihr Bau dauerte von 1988 bis 1989. Die Inbetriebnahme war 1989.

## Verkehr und Wandern
Östlich vorbei am Gebiet der Stauanlage Schmala führt wenige Meter jenseits der Mündung der Schmala in die Hoppecke die Bundesstraße 251, von der dort die westwärts nach Elleringhausen verlaufende und dabei den unteren und oberen Teich passierende Landesstraße 743 abzweigt. Parallel zur B 251 verläuft diesseits der Hoppecke die Bahnstrecke Wega–Brilon Wald (Uplandbahn) mit nahen Haltestellen in Willingen (im benachbarten Nordhessen) und Brilon-Wald. Zum Beispiel an diesen Verkehrsachsen beginnend kann man auf Wegen und Pfaden zumeist im Wald zu den Gewässern der Stauanlage wandern. Etwas westlich vorbei an der Stauanlage führt der Rothaarsteig.